# Cappa e spada

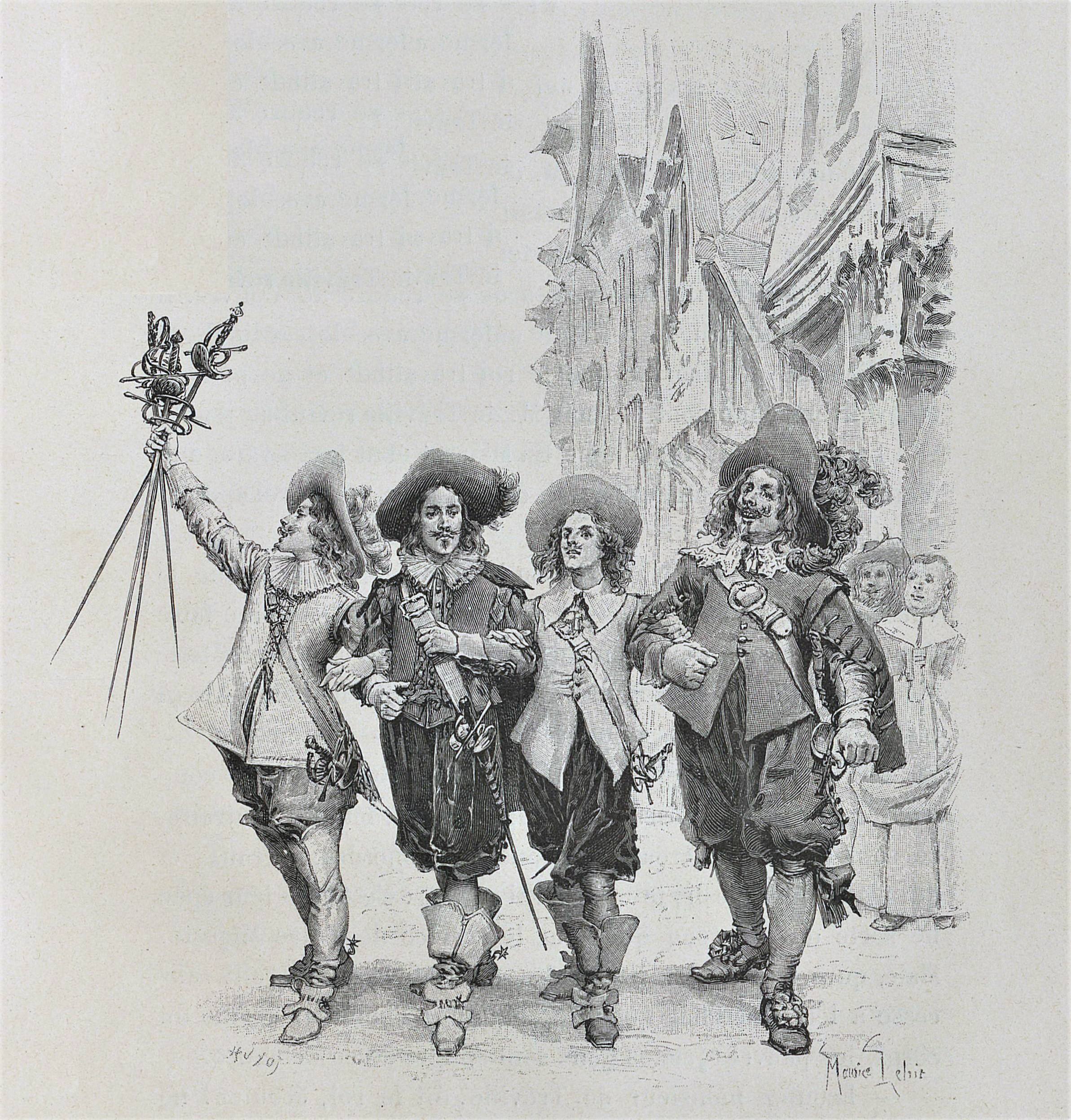
D'Artagnan con i tre moschettieri, protagonisti di romanzi di cappa e spada di Alexandre Dumas

Quello della cappa e spada è un genere di narrativa popolare, particolarmente seguita tra la seconda metà del XIX secolo e la prima metà del XX, caratterizzato da storie avventurose a sfondo storico, con colpi di scena e suspense e un ruolo di primaria importanza ai duelli e alla scherma.
Il genere della cappa e spada ha come ambientazione storica un periodo piuttosto ampio, che va dal Medioevo al Settecento, distinguendosi dal romanzo storico in quanto tende a privilegiare l'immaginazione e l'avventura piuttosto che la ricostruzione storica. Dalla letteratura d'appendice il genere si è poi diffuso nel cinema, nel fumetto e negli altri media. Particolarmente in campo cinematografico, i "film di cappa e spada" hanno dato luogo a un sottogenere di film d'avventura che ha avuto, tra gli anni trenta e gli anni cinquanta del Novecento, una grande popolarità.

## Definizione
Le storie che narrano avventure e combattimenti cavallereschi sono state battezzate "di cappa e spada" grazie alla diffusione di questo indumento lungo e con cappuccio tra i cavalieri e gli uomini d'arme.
Il termine italiano per il genere è definizione autoctona; il termine corrispettivo a tale genere utilizzato nel mondo anglosassone è "swashbuckling novels".
Il luogo comune, infatti, che riduce il termine italofono a mera traduzione dell'inglese "Cloak and Dagger", non tiene conto che tale locuzione indica invece le storie di intrigo e mistero (pugnali - arma ben poco nobile - e identità mascherate - "cloaked" appunto).
Anche i film di tale genere infatti ricadono nella categoria degli "swashbuckler movies". Il termine "swashbuckler" sta a significare, più o meno, "ardimentoso scavezzacollo". Nulla a che fare quindi col termine italiano relativo a romanzi e pellicole avventurose, sempre e rigorosamente "di cappa e spada".
In conseguenza, sono così definite anche le opere fumettistiche e cinematografiche basate su tali racconti.

## Sviluppo storico
Le origini di questo tipo di film sono da ricercare nei racconti cavallereschi del Medioevo, come per esempio Robin Hood, re Artù e i cavalieri della Tavola Rotonda. Le opere più famose sono quelle di Dumas (come ne I tre moschettieri), nei romanzi pulp di Zorro di Johnston McCulley e un gran numero di storie sui pirati. Altri scrittori specializzati nel genere cappa e spada sono stati Rafael Sabatini, Emma Orczy, sir Walter Scott ed Edmond Rostand.
I romanzi di cappa e spada sono in gran parte ambientati in Europa nel tardo Rinascimento, o al massimo nel periodo dell'illuminismo o delle guerre napoleoniche. In queste epoche i progressi nel campo della metallurgia avevano indotto la produzione di lame resistenti, agili e flessibili, in grado di infliggere gravi ferite penetranti, sottolineando così uno stile vivace e appariscente conosciuto come swordfighting.
Lo stile selvaggio, disinvolto, ma anche divertente, divenne presto uno dei più apprezzati generi cinematografici di Hollywood; in particolare divenne popolare durante il periodo d'oro dell'attore Douglas Fairbanks, Sr., che divenne famoso nel mondo per le sue interpretazioni di eroi come D'Artagnan e Zorro, nonché per la sua abilità di acrobata. Il genere ha poi seguito gli interessi della maggior parte del pubblico che amava l'avventura d'evasione, il romanticismo storico, e l'atletismo eccitante; creando quello che sarebbe diventato il genere d'avventura.
Durante gli anni sessanta del Novecento il genere subì un calo di popolarità man mano che prendevano piede i film d'avventura e d'azione. Ma le attuali tendenze dei film d'avventura ne stanno riscoprendo il fascino; tra gli esempi contemporanei si possono annoverare La maschera di Zorro (1998) e la serie di Pirati dei Caraibi (cinque film dal 2003 al 2017).

## Filmografia parziale

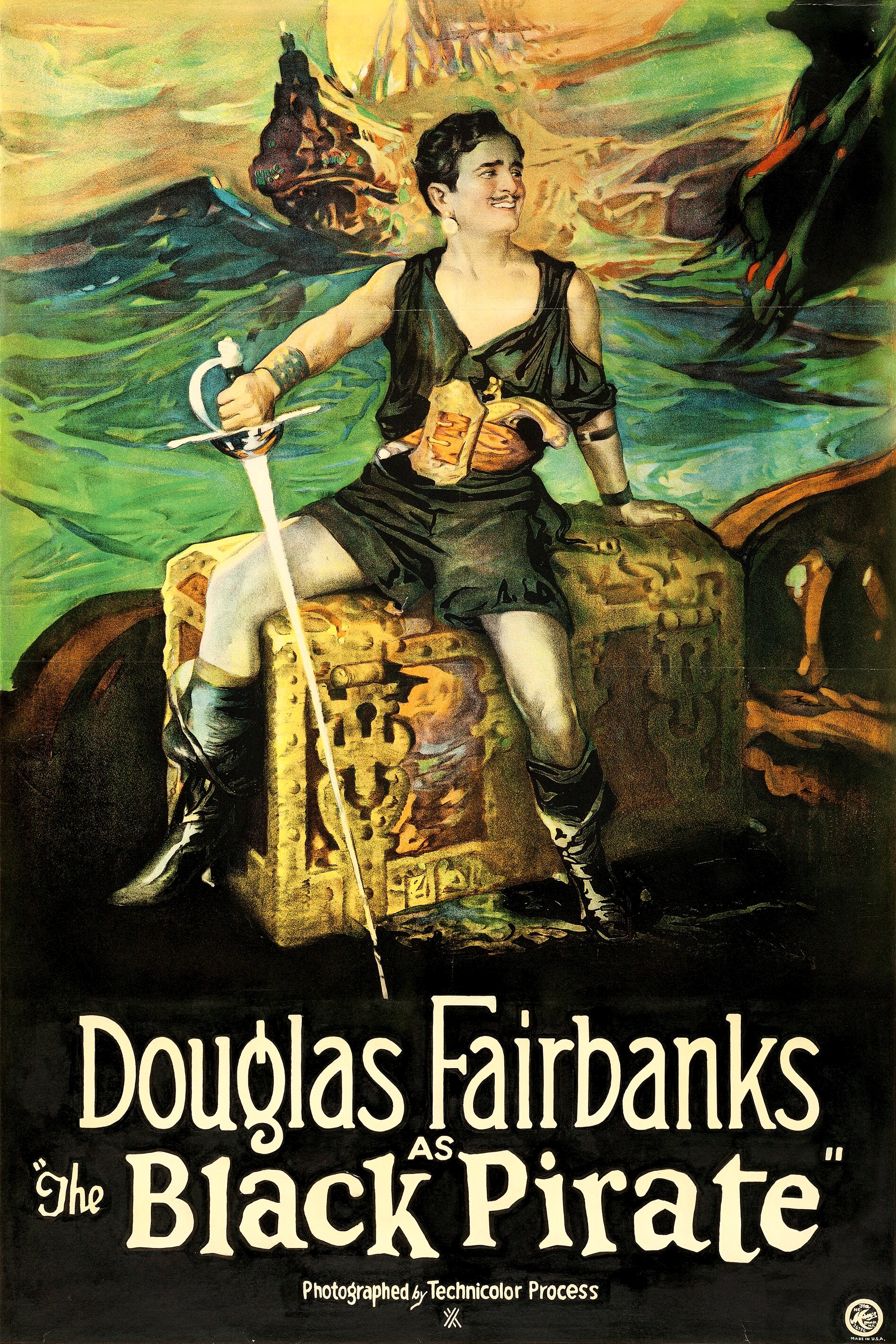
Il pirata nero (The Black Pirate, 1926)

Tra i film di questo genere ricordati dagli storici del settore figurano:
- Il segno di Zorro (The Mark of Zorro, 1920), di Fred Niblo, con Douglas Fairbanks
- Il ladro di Bagdad (The Thief of Bagdad, 1924) di Raoul Walsh, con Douglas Fairbanks
- Il pirata nero (The Black Pirate di Albert Parker (1926), con Douglas Fairbanks
- La maschera di ferro (The Iron Mask, 1929), di Allan Dwan, con Douglas Fairbanks
- Capitan Blood (1935) di Michael Curtiz, con Errol Flynn
- La leggenda di Robin Hood (The Adventures of Robin Hood, 1938) di Michael Curtiz e William Keighley, con Errol Flynn
- Le avventure di Don Giovanni (Adventures of Don Juan, 1948), di Vincent Sherman, con Errol Flynn
- Scaramouche (1952) di George Sidney, con Stewart Granger
- Lo scudo dei Falworth (1954) di Rudolph Maté, con Tony Curtis e Janet Leigh

Negli ultimi anni sono stati realizzati alcuni film che hanno cercato di riportare in auge il genere, tra cui La maschera di Zorro con Antonio Banderas nella parte del nuovo Zorro.

## Eroi del genere
Tra i protagonisti di questo genere sono ricordati:
- Richard Sharpe
- Alan Breck Stuart
- Will Turner
- Capitano Jack Sparrow
- Cyrano de Bergerac
- I tre moschettieri con D'Artagnan
- Don Giovanni
- Henri de Lagardère
- Edmond Dantès
- Lord Flashheart
- Guybrush Threepwood
- Inigo Montoya
- Scaramouche
- Solomon Kane
- Zorro
- La regina di spade
- Robin Hood
- Ragnar Lodbrok

## Autori di romanzi di cappa e spada
- James Clavell
- Bernard Cornwell
- Alexandre Dumas (padre)
- Théophile Gautier
- Anthony Hope
- Johnston McCulley
- Baronessa Orczy
- Arturo Pérez-Reverte
- Edmond Rostand
- Rafael Sabatini
- Emilio Salgari
- Sir Walter Scott
- Samuel Shellabarger
- Robert Louis Stevenson
- Jules Verne